# Lijst van schilderijen in het Rijksmuseum Amsterdam
Deze lijst van schilderijen in het Rijksmuseum Amsterdam geeft een overzicht van alle schilderijen in het Rijksmuseum in Amsterdam. De lijst is verdeeld in vier categorieën: schilders op naam, schilders alleen bekend van hun monogram, schilders alleen bekend van een noodnaam en anonieme schilders.
De lijst is inclusief, dat wil zeggen dat het ook schilderijen bevat die door het Rijksmuseum in bruikleen zijn gegeven aan een andere instelling en schilderijen die teruggegeven zijn aan de bruikleengever of rechtmatige eigenaar.

## Schilderijen naar naam
Deze lijst is verdeeld in 52 subpagina's (twee per letter) indien aanwezig.
Aa-Am — An-Az — 
Ba-Bm — Bn-Bz — Ca-Cm — Cn-Cz — Da-Dm — Dn-Dz — Ea-Em — En-Ez — Fa-Fm — Fn-Fz — Ga-Gm — Gn-Gz — Ha-Hm — Hn-Hz — Ia-Im — In-Iz — Ja-Jm — Jn-Jz — Ka-Km — Kn-Kz — La-Lm — Ln-Lz — Ma-Mm — Mn-Mz — Na-Nm — Nn-Nz — Oa-Om — On-Oz — Pa-Pm — Pn-Pz — Qa-Qm — Qn-Qz — Ra-Rm — Rn-Rz — Sa-Sm — Sn-Sz — Ta-Tm — Tn-Tz — Ua-Um — Un-Uz — Va-Vm — Vn-Vz — Wa-Wm — Wn-Wz — Xa-Xm — Xn-Xz — Ya-Ym — Yn-Yz — Za-Zm — Zn-Zz

## Monogrammisten
Monogrammisten

## Noodnamen
Noodnamen

## Anonieme schilderijen
Britse school — Chinese school — Deense school — Duitse school — Franse school — Indonesische school — Italiaanse school — Noord-Nederlandse school — Russische school — Spaanse school — Turkse school — Zuid-Nederlandse school

## Zoeken
Met deze zoekmachine kan binnen de lijsten gezocht worden op toeschrijving, titel en/of inventarisnummer.